# Saison 2016-2017 de Colomiers Rugby
Cette page présente la saison 2016-2017 de Colomiers Rugby en Pro D2.

## Entraîneurs
- Bernard Goutta : Entraineur principal et des avants
- Philippe Filiatre : Entraineur des lignes arrières

## La saison
Budget
Récit

## Effectif 2016-2017
| Nom                    | Poste            | Naissance          | Nationalité sportive | Sélections | Dernier club               | Arrivée au club (année) |
| ---------------------- | ---------------- | ------------------ | -------------------- | ---------- | -------------------------- | ----------------------- |
| Ariel Castellina       | Pilier           | 1er janvier 1982   | Argentine            |            | Pampas XV                  | 2013                    |
| Victor Delmas          | Pilier           | 31 mai 1991        | France               | -          | Formé au club              | 2011                    |
| Thomas Dubois          | Pilier           | 8 mai 1989         | France               | -          | USA Perpignan              | 2012                    |
| Oleg Ishchenko         | Pilier           | 22 janvier 1994    | France               |            | Montpellier HR             | 2016                    |
| Anthony Roux           | Pilier           | 28 octobre 1983    | France               | -          | Lyon OU                    | 2015                    |
| Damien Weber           | Pilier           | 11 janvier 1986    | France               | -          | Stade français             | 2011                    |
| Agustin Costa Repetto  | Talonneur        | 21 décembre 1982   | Argentine            |            | Tarbes PR                  | 2016                    |
| Benjamin Rioux         | Talonneur        | 14 juillet 1982    | France               | -          | SC Graulhet                | 2011                    |
| Otar Turashvili        | Talonneur        | 14 juillet 1986    | Roumanie             |            | CSM Bucarest               | 2015                    |
| Clément Chartier       | Deuxième ligne   | 11 mars 1994       | France               | -          | Formé au club              | 2014                    |
| Jonny Fa'amatuainu     | Deuxième ligne   | 29 décembre 1983   | Samoa                | -          | Toyota Industries Shuttles | 2015                    |
| Romain Mémain          | Deuxième ligne   | 12 avril 1984      | France               | -          | Formé au club              | 2005                    |
| Demian Panizzo         | Deuxième ligne   | 17 octobre 1989    | Argentine            | -          | Belgrano Athletic Club     | 2014                    |
| Sione Timani           | Deuxième ligne   | 3 septembre 1984   | Tonga                |            | Tarbes PR                  | 2016                    |
| Romain Bézian          | Troisième ligne  | 9 août 1988        | France               | -          | Tarbes PR                  | 2015                    |
| Martin Devergie        | Troisième ligne  | 26 juin 1995       | France               |            | Montpellier HR             | 2016                    |
| Mihai Macovei          | Troisième ligne  | 29 octobre 1986    | Roumanie             |            | RC Massy Essonne           | 2015                    |
| Stéphane Onambele      | Troisième ligne  | 12 février 1993    | France               | -          | Formé au club              | 2012                    |
| Martin Puech           | Troisième ligne  | 14 décembre 1988   | France               | -          | Formé au club              | 2011                    |
| Jean Thomas            | Troisième ligne  | 10 mars 1994       | France               | -          | Formé au club              | 2013                    |
| Aurélien Béco          | Troisième ligne  | 12 mars 1986       | Portugal             |            | Limoges rugby              | 2011                    |
| Joris Cazenave         | Demi de mêlée    | 30 août 1994       | France               | -          | ASM Clermont Auvergne      | 2014                    |
| Sébastien Inigo        | Demi de mêlée    | 29 septembre 1984  | France               | -          | Aviron bayonnais           | 2007                    |
| Damien Neveu           | Demi de mêlée    | 29 juin 1986       | France               | -          | CA Brive                   | 2015                    |
| Cédric Coll            | Demi d'ouverture | 8 août 1988        | France               | -          | Pays d'Aix                 | 2012                    |
| Christopher Hilsenbeck | Demi d'ouverture | 10 janvier 1992    | Allemagne            | -          | RG Heidelberg              | 2010                    |
| Maxime Lafage          | Demi d'ouverture | 1er septembre 1994 | France               | -          | Formé au club              | 2015                    |
| Peni Botiki            | Centre           | 30 janvier 1989    | Fidji                |            | Newtown Jets               | 2016                    |
| Fabrice Catala         | Centre           | 11 mars 1992       | France               | -          | USA Perpignan              | 2013                    |
| Grégoire Maurino       | Centre           | 3 mars 1990        | France               | -          | Formé au club              | 2010                    |
| Florian Nicot          | Centre           | 30 septembre 1986  | France               | -          | Montpellier HR             | 2011                    |
| Guillaume Piron        | Centre           | 9 avril 1992       | Belgique             | -          | Montpellier HR             | 2013                    |
| Clément Lagain         | Ailier           | 2 juin 1990        | France               | -          | Aviron bayonnais           | 2012                    |
| Kimami Sitauti (en)    | Ailier           | 12 avril 1991      | Australie            | -          | Bay of Plenty              | 2015                    |
| Bill Valetini          | Ailier           | 24 novembre 1995   | Australie            |            | Melbourne Rebels           | 2016                    |
| Venione Voretamaya     | Ailier           | 22 octobre 1990    | Fidji                | -          | CA Brive                   | 2015                    |
| Thomas Ramos           | Arrière          | 23 juillet 1995    | France               |            | Stade toulousain           | 2016                    |

## Calendrier et résultats

### Matchs amicaux[4]
- US Montauban - Colomiers rugby :  30-26
- RC Narbonne - Colomiers rugby :  12-32
- Stade aurillacois - Colomiers rugby :  33-25

### Pro D2
| - CS Bourgoin-Jallieu - Colomiers rugby : 19-18 - Colomiers rugby - US Carcassonne : 24-3 - US Oyonnax - Colomiers rugby : 19-21 - Colomiers rugby - RC Narbonne : 18-6 - Biarritz olympique - Colomiers rugby : 34-26 - Colomiers rugby - Stade montois : 33-28 - Stade aurillacois - Colomiers rugby : 19-13 - Colomiers rugby - RC Vannes : 45-5 - Colomiers rugby - US Dax : 46-22 - USA Perpignan - Colomiers rugby : 22-26 - Colomiers rugby - AS Béziers : 15-12 - SC Albi - Colomiers rugby : 29-17 - US Montauban - Colomiers rugby : 26-11 - Colomiers rugby - SU Agen : 33-27 - Soyaux Angoulême XV - Colomiers rugby : 26-25 | - Colomiers rugby - CS Bourgoin-Jallieu : 42-5 - US Carcassonne - Colomiers rugby : 26-14 - Colomiers rugby - US Oyonnax : 30-20 - RC Narbonne - Colomiers rugby : 10-16 - Colomiers rugby - Biarritz olympique : 37-13 - Stade montois - Colomiers rugby : 28-18 - Colomiers rugby - Stade aurillacois : 21-19 - RC Vannes - Colomiers rugby : 19-15 - US Dax - Colomiers rugby : 18-12 - Colomiers rugby - USA Perpignan : 32-20 - AS Béziers - Colomiers rugby : 41-27 - Colomiers rugby - SC Albi : 36-21 - Colomiers rugby - US Montauban : 25-34 - SU Agen - Colomiers rugby : 13-13 - Colomiers rugby - Soyaux Angoulême XV : 51-9 |

| Rang | Club                    | J  | V  | N | D  | Bo | Bd | Pm  | Pe  | Diff | Pts |
| ---- | ----------------------- | -- | -- | - | -- | -- | -- | --- | --- | ---- | --- |
| 1    | Oyonnax Rugby (R)       | 30 | 19 | 0 | 11 | 7  | 7  | 790 | 637 | +153 | 90  |
| 2    | SU Agen (R)             | 30 | 18 | 2 | 10 | 5  | 6  | 780 | 624 | +156 | 87  |
| 3    | US Montauban            | 30 | 19 | 0 | 11 | 6  | 4  | 726 | 533 | +193 | 86  |
| 4    | Stade montois           | 30 | 17 | 0 | 13 | 6  | 9  | 738 | 588 | +150 | 83  |
| 5    | Biarritz olympique      | 30 | 18 | 0 | 12 | 5  | 4  | 730 | 637 | +93  | 81  |
| 6    | USA Perpignan           | 30 | 16 | 1 | 13 | 9  | 4  | 744 | 589 | +155 | 79  |
| 7    | Colomiers Rugby         | 30 | 17 | 1 | 12 | 5  | 3  | 760 | 593 | +167 | 78  |
| 8    | Stade aurillacois       | 30 | 15 | 0 | 15 | 5  | 5  | 689 | 712 | -23  | 70  |
| 9    | US Carcassonne          | 30 | 14 | 1 | 15 | 3  | 3  | 648 | 642 | +6   | 64  |
| 10   | AS Béziers              | 30 | 13 | 0 | 17 | 7  | 4  | 694 | 667 | +27  | 63  |
| 11   | RC Vannes (P)           | 30 | 12 | 2 | 16 | 2  | 7  | 659 | 735 | -76  | 61  |
| 12   | RC Narbonne             | 30 | 14 | 1 | 15 | 3  | 0  | 616 | 746 | -130 | 61  |
| 13   | Soyaux Angoulême XV (P) | 30 | 13 | 1 | 16 | 2  | 5  | 565 | 686 | -121 | 61  |
| 14   | US Dax                  | 30 | 13 | 0 | 17 | 1  | 6  | 647 | 845 | -198 | 59  |
| 15   | SC Albi                 | 30 | 12 | 2 | 16 | 1  | 4  | 641 | 781 | -140 | 57  |
| 16   | CS Bourgoin-Jallieu     | 30 | 4  | 1 | 25 | 1  | 6  | 452 | 864 | -412 | 17¹ |

## Statistiques

### Statistiques collectives
Attaque
Défense

### Statistiques individuelles
Meilleur réalisateur
- Thomas Ramos : 347 points (84 pénalités, 0 drops, 35 transformations, 5 essais)

Meilleur buteur
- Thomas Ramos : 322 points (84 pénalités, 0 drops, 35 transformations)

Meilleur marqueur
Joueurs les plus sanctionnés
1. Jonny Fa'amatuainu : 5 (4 cartons jaunes, 1 carton rouge)
2. Anthony Roux : 4 (3 cartons jaunes, 1 carton rouge)
3. Victor Delmas : 4 (3 cartons jaunes, 1 carton rouge)